# Klormezanon

Klormezanon är en kemisk förening med formeln C11H12ClNO3S. Ämnet är ett anxiolytikum. Varunamn i Sverige för preparatet är  Lobac och Trancopal. Preparatet slutade att säljas 1996 på grund av svåra biverkningar.